# Рукшин, Александр Сергеевич
Александр Сергеевич Рукшин (род. 01.04.1949) — российский военачальник, начальник Главного оперативного управления Генерального штаба — заместитель начальника Генерального штаба Вооружённых Сил Российской Федерации (2001—2008). Генерал-полковник.
Родился 1 апреля 1949 г. в г. Бар Винницкой области.
Окончил Киевское высшее общевойсковое командное училище им. М. В. Фрунзе (1972), Военную академию имени М. В. Фрунзе (1978), Военную академию Генерального штаба Вооружённых Сил СССР (1990).
Послужной список:
- 1968—1972 курсант Киевского высшего общевойскового командного училища имени М. В. Фрунзе,
- 1972—1985 служба в мотострелковых и танковых частях в должностях от командира взвода,
- 1985—1987 командир 129-й учебной мотострелковой дивизии Дальневосточного военного округа.
- 1987—1988 начальник организованного на базе его дивизии Тихоокеанского Краснознамённого ордена Кутузова окружного учебного центра ВВО имени Маршала Советского Союза В. И. Петрова.
- 1988—1990 слушатель Военной академии Генерального штаба Вооружённых Сил СССР.
- 1990—1991 начальник штаба — первый заместитель командующего 28-й армией в Белорусском военном округе.

С 1992 года проходил службу в Главном оперативном управлении (ГОУ) Генерального штаба Вооружённых Сил Российской Федерации: первый заместитель начальника 2-го управления ГОУ, с 1994 г. начальник 2-го управления ГОУ, с 1995 года заместитель, с 1996 года — первый заместитель начальника ГОУ.
С 28 сентября 2001 года начальник Главного оперативного управления Генерального штаба — заместитель начальника Генерального штаба Вооружённых Сил Российской Федерации.
Уволен с военной службы 6 июля 2008 года.
Генерал-лейтенант (19.04.1993). Генерал-полковник (2001). Кандидат военных наук.
Главный редактор книги:
- Справочник офицера Вооруженных Сил Российской Федерации. Министерство обороны Российской Федерации, Главное оперативное управление Генерального штаба Вооруженных Сил Российской Федерации; гл. ред. А. С. Рукшин. Воениздат, 2009 г., 671 с. ISBN 978-5-203-02077-2

Награды:
- Орден «За заслуги перед Отечеством» 4-й степени
- Орден Александра Невского
- Орден «За военные заслуги»
- Орден Почёта
- Орден «За службу Родине в Вооружённых Силах СССР» 3-й степени
- Медали СССР и Российской Федерации.

Премия им. А. В. Суворова Академии военных наук 2001 г. (в составе авторского коллектива) — за цикл научно-исследовательских, оперативных и практических работ по созданию и развитию компьютерных форм оперативной подготовки в Вооруженных Силах Российской Федерации.